# Jump for Joy (Koko Taylor)
Jump for Joy è un CD di Koko Taylor, pubblicato dalla Alligator Records nel 1990. Il disco fu registrato al Streeterville Studios di Chicago, Illinois (Stati Uniti).

## Tracce
1. Can't Let Go – 4:58 (Koko Taylor)
2. Stop Watching Your Enemies – 5:18 (Koko Taylor)
3. Hey Baby – 4:16 (Derek St. Holmes)
4. Tired of That – 5:50 (Edwin Williams, Koko Taylor)
5. It's a Dirty Job – 4:20 (Fred James, Gypsy Carns, Mary-Ann Brandon)
6. Jump for Joy – 4:20 (Koko Taylor)
7. Time Will Tell – 4:46 (Paul Gayten)
8. The Eyes Don't Lie – 3:43 (Fred James, John Jaworowicz, Richard Carpenter)
9. Fishing Trip – 5:27 (John McFalls)
10. I Don't Want No Leftovers – 3:53 (Criss Johnson)

## Musicisti
- Koko Taylor - voce
- Criss Johnson - chitarra
- Jim Dortch - tastiere
- Jerry Murphy - basso
- Ray 'Killer' Allison - batteria

Ospiti
- Billy Branch - armonica
- Gene Barge - arrangiamenti strumenti a fiato
- Elmer Brown II - tromba
- Henri Ford - sassofono tenore
- Gene Barge - sassofono tenore
- Edwin Williams - trombone
- Willie Henderson - sassofono baritono
- Lonnie Brooks - voce, chitarra solista (solo nel brano: It's a Dirty Job)[1]